# Oundle School
Oundle School – szkoła prywatna z internatem, działająca w Oundle (Northampton) prawdopodobnie od 1485 roku, od 1556 roku zarządzana i finansowana (z inicjatywy Sir Williama Laxtona) przez Grocers’ Company, uzyskująca wysokie pozycje w rankingach jakości nauczania, trzecia pod względem wielkości szkoła tego rodzaju w Anglii po Eton i Millfield w Street (Mendip) k. Glastonbury. Poza staraniami o utrzymanie wysokiego poziomu naukowego absolwentów kadra szkoły dba o rozwój ich zdolności adaptacyjnych, inteligencji emocjonalnej i kultury osobistej.
W latach 1892–1922 dyrektorem szkoły był Frederick William Sanderson, konsekwentny reformator programów i metod nauczania (zob. edukacja progresywistyczna), którego idee przedstawiono m.in. w książkach: „Sanderson Of Oundle”, biografia nazywana oficjalną (zbiór wspomnień 50. byłych uczniów, 1923) i The Story of a Great Schoolmaster (H.G. Wells, 1924).
Oundle School ukończył m.in. Richard Dawkins (uczeń w latach 1954–1959), autor eseju na temat reorganizacji szkoły przez F.W. Sandersona, opublikowanego pod tytułem  The joy of living dangerously (2002), pol. Radość niebezpiecznego życia (2014). Napisał m.in., że „cudownie sandersonowski feniks” powstaje z popiołów – w czasie wizyty w szkole spotkał uczniów i uczennice, którzy pracują w godzinach pozalekcyjnych budując np. samochody sportowe (w czasie trzech lat własnymi samochodami wyjechało do domów 15 absolwentów)